# NGC 854
NGC 854 é uma galáxia espiral barrada (SBc) localizada na direcção da constelação de Fornax. Possui uma declinação de -35° 50' 08" e uma ascensão recta de 2 horas, 11 minutos e 30,6 segundos.
A galáxia NGC 854 foi descoberta em 1 de Setembro de 1834 por John Herschel.